# میکائل دولی‌وو-دبرولسکی
میکائل دولی‌وو-دبرولسکی (روسی: Михаи́л О́сипович Доли́во-Доброво́льский؛ ۲ ژانویهٔ ۱۸۶۲ – ۱۵ نوامبر ۱۹۱۹) مخترع، فیزیک‌دان، و مهندس اهل امپراتوری روسیه بود.
او در پیشرف مولد الکتریکی سه‌فاز و موتور الکتریکی سه‌فاز نقش داشته‌است. او همچنین در زمینه پیشرفت مبحث تبدیل ستاره-مثلث تأثیرگذار بوده‌است. در سال ۱۸۹۱ نخستین طرح مولد سه‌فاز برق آبی را طراحی کرد. وی در طول زندگیش بیش از ۶۰ مورد ثبت اختراع داشته است.
در سال ۱۹۱۱ مدرک افتخاری از دانشگاه فنی دارمشتات کسب کرد. وی در هایدلبرگ، جمهوری وایمار در سن ۵۷ سالگی درگذشت.